# Десано
Десано (Boleka, Desána, Desâna, Desano, Dessano, Kotedia, Kusibi, Oregu, Uina, Wina, Wira, Wirã) — туканский язык, на котором говорит народ десано, проживающий в резервации Алту-Риу-Негру (регион возле границы с Колумбией, 60 общин и участков по краям реки Тикье и её притоки) на северо-западе штата Амазонас в Бразилии, а также в миссиях Акарикуара, Монтфорт, Пиракуара, Тересита, в деревне Вийа-Фатима; в районах рек Абию и Папури (притоки реки Ваупес), Пака (приток реки Папури), Маку-Парана (приток реки Папури) и на других притоках реки Папури в Колумбии.
В десано, как и в других языках семьи тукано, присутствует грамматическая категория эвиденциальности, указывающая на происхождение информации, которую сообщает говорящий. В десано эта категория особенно развита и включает шесть элементов.